# Gedachtevorm
Een gedachtevorm is in de theosofie een vorm die tijdens het denken door de geest in de mentale materie wordt gekneed.

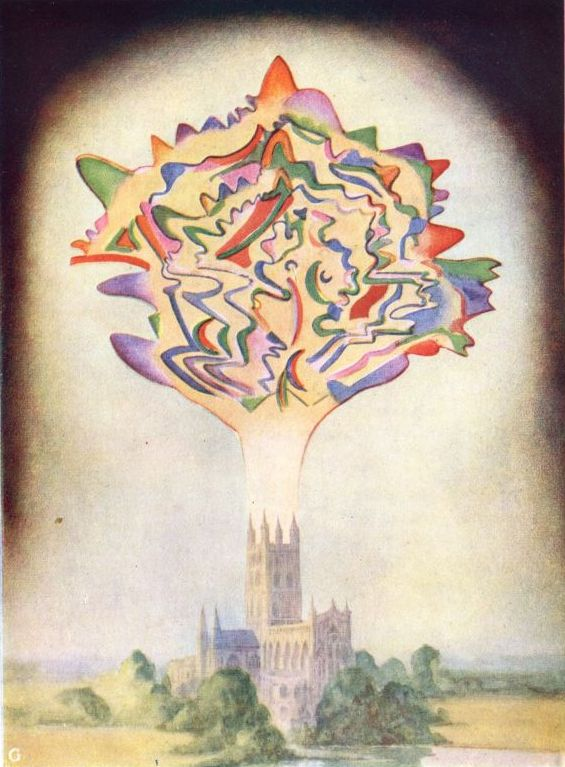
Gedachtevorm van een muziekstuk volgens Annie Besant en Charles Webster Leadbeater

Abstracte gedachten zouden gedachtevormen creëren die eerder geometrisch van vorm zijn. Concrete gedachten genereren dan weer gedachtevormen die de gedachte uitbeelden. 
Een gedachtevorm van een sporadische gedachte sterft na enige tijd weer uit, door terug te ontbinden in ongedifferentieerde mentale materie, terwijl de vorm van een herhaalde gedachte permanent wordt.
Is aan een gedachte een emotie verbonden, zoals liefde voor een dier, angst voor een situatie, of dergelijke, dan wordt de gedachtevorm bezield door astrale- of emotiematerie.